# Bech
Bech è un comune del Lussemburgo orientale. Fa parte del cantone di Echternach e del distretto di Grevenmacher.
Nel 2005, la località di Bech, capoluogo del comune, aveva una popolazione di 368 abitanti. Le altre località che fanno parte del comune sono Altrier e Rippig.